# 퀜타 실마릴리온
퀜타 실마릴리온(Quenta Silmarillion)은 J. R. R. 톨킨이 집필한 허구의 이야기들의 모음집으로, 작가 사후에 네 편의 짧은 다른 이야기들과 함께 실마릴리온에 실려 출간되었다. 톨킨 사망 당시에 미완성된 상태였기 때문에 아들인 크리스토퍼가, 이후 판타지 작가로 명맥을 잇게 되는 젊은 가브리엘 캐이(Gavriel Kay)의 도움을 받아 완성하였다. 퀜타 실마릴리온이라는 제목은 "실마릴의 이야기"라는 의미를 담고 있다.

## 요약
톨킨은 <실마릴리온>이 영국에 살던 에리올(Eriol) 혹은 엘프와인(Ælfwine)이 쓴 원고에서 비롯된 것으로 상상하였는데, 이는 어둠의 시대에 대한 허구의 출처로서 그 자체로는 톨킨 세계관의 제2시대 혹은 제3시대와 관련한 인물들과 사건들에 대한 언급을 거의 하지 않고 있다. 요정들의 전설에서 비롯된 이 이야기의 어떤 부분에서는 요정들이 오래전에 떠나갔음을 보여주는데, 이는 이야기의 최종 형태가 제4시대에 호빗들 그리고/혹은 인간들에 의해 편집된 것임을 암시한다.
퀜타 실마릴리온은 에루 일루바타르가 아르다(지구)를 창조한 이후 역사를 담고 있다. 천사 형태인 발라들은 에루가 보여준 환상을 보고 난 후 세상에 들어가 아르다를 형성하였다. 아르다의 초기 형태는 발라들이 선택한 것으로, 두 등불이 비추는 대칭적인 하나의 대륙이었다. 하지만 등불들이 사악한 멜코르에 의해 파괴되자 아르다는 어두워졌고, 등불이 떨어지면서 아르다 표면의 대칭성이 파괴되었다. 이야기에서 중요하게 다루는 두 대륙이 그 결과로 만들어지게 되는데, 서쪽의 아만과 동쪽의 가운데땅이 그것이다.
그 후 멜코르는 발라들의 눈을 피해 가운데땅 북부에 있는 그의 요새 우툼노로 숨었다. 그는 또한 자기 주변에 무시무시한 짐승들을 배치하였는데, 많은 존재들이 흉악한 짐승의 형체를 취한 마이아들로서, 그 중에 발로그가 있었다.
발라들은 서쪽에 있는 아만 대륙으로 이주하였고, 그곳에서 만웨를 왕으로 삼아 발리노르 왕국을 건설하였다. 발라 중 하나인 야반나는 발리노르를 비출 두 나무를 창조하였다. 반면에 가운데땅은 영속적인 어둠 속에 버려졌고 발라들이 거의 방문하지 않게 되었다. 오로메 같은 일부 발라만이 주기적으로 가운데땅을 방문하였는데, 이는 그들이 환상에서 본 요정들의 출현을 준비하고 또한 멜코르의 활동을 감시하기 위함이었다.

### 요정들의 출현
어느 날 오로메는 탐험 중에 쿠이비에넨에서 새롭게 깨어난 요정들을 발견하였다. 요정들에게 닥친 멜코르의 위협을 염두에 둔 발라들은 멜코르의 요새를 에워쌌고 마침내 그를 끌어내어 체포하였고, 발리노르로 끌고 가 그곳에 있는 만도스의 궁정에서 '세 시대' 동안 노역하도록 하였다.
요정들을 아만으로 데려가 그곳에서 살게 하기 위하여 오로메가 그들에게 다시 보내졌다. 일부 요정들은 그를 따르지 않았고, 혹은 중도 탈락하여 가운데땅에 체류하게 되었는데, 이로써 요정들의 분리가 일어났다. 이들 중에 신다르 요정들이 있었는데, 이들은 그들의 왕인 싱골이 숲에서 사라져 버렸을 때 가운데땅에 머무르게 되었다. 싱골은 나중에 나타났는데, 마이아 멜리안과 결혼하였고 도리아스의 왕국을 세웠다.
부름에 응답한 요정들은 부유하는 섬을 타고 바다를 건너갔다.

### 놀도르와 멜코르
초대 놀도르 대왕인 핀웨(Finwë)는 페아노르(Fëanor)라는 아들 하나를 두었다. 페아노르는 태어날 때 모친인 미리엘의 생명을 너무 많이 소진시켰고, 그녀는 삶에 지친 나머지 혼이 몸을 떠나 만도스의 궁정 안으로 들어가 버렸다. 다시금 핀웨는 인디스와 결혼하여 핑골핀, 피나르핀이라는 아들 둘을 더 두었다. 페아노르는 가장 유명한 요정 장인이 되었고, 특히 두 나무의 빛을 잡아 가둔 세 개의 보석인 실마릴을 만든 것으로 유명해졌다. 실마릴은 바르다에 의해 축성되었으며, 따라서 그것을 만지는 어떤 사악한 존재나 유한한 생명의 존재는 태워짐을 당하게 되었다.
이 즈음에 형기를 다 채운 멜코르가 자신이 참회하였다고 발라들로 하여금 믿게 만들었고 그로써 멜코르는 석방되었다. 여러 거짓말로써 멜코르는 페아노르와 핑골핀 사이를 이간질 시켰고, 놀도르 요정들 사이에 불화와 반목을 만들어냈다. 게다가 그는 놀도르들을 선동하여 발라들이 애초에 그들을 아만으로 데려온 목적이 그들을 자신들의 통제 하에 두기 위함이라 하였다. 마침내 페아노르는 발라들을 거스려 공공연하게 아만을 떠날 것을 말하였고, 핑골핀에게 칼을 겨누기까지 했다.
발라들은 곧 이 모든 일의 배후에 멜코르가 있음을 알게 되었다. 툴카스가 그를 찾아다녔으나 멜코르는 이미 자취를 감춘 뒤였다. 핑골핀의 목숨을 위협한 페아노르는 티리온에서 12년 간 추방당하였다. 페아노르는 그의 부친과 그의 일곱 아들을 데리고 새로 건설된 포르메노스로 이주하였다.
실마릴을 탐냈던 멜코르는 포르메노스로 갔고, 페아노르를 속여 실마릴을 훔칠 수 있길 바랬으나, 페아노르가 그의 계략을 꿰뚫어 보았고, 경멸의 태도로 그를 물리쳤다. 그 후 멜코르는 아바타르로 은밀하게 이동했고, 거기서 그는 거대한 거미 형체를 취한 사악한 영인 웅골리안트와 손을 잡았다. 멜코르는 웅골리안트에게 그녀가 원하는 것이면 무엇이든 주겠노라 맹세하였고, 그녀에게 자신의 힘 일부를 나눠주었다. 웅골리안트의 도움을 받아 멜코르는 발리노르로 잠입했고, 웅골리안트는 두 나무를 독살시켰다. 침투 불가능한 어둠을 입고 멜코르와 웅골리안트는 포르메노스로 갔고, 핀웨를 살해한 뒤 실마릴을 훔쳐내어 혼란을 틈타 탈출하였다.
멜코르와 웅골리안트는 가운데땅으로 건나갔고, 멜코르는 웅골리안트에게 훔쳐낸 보석 전부를 주었는데, 그가 소유하길 원한 실마릴만은 주려고 하지 않았다. 게걸스러운 웅골리안트가 그것들을 모두 섭취했고, 여전히 배가 고팠기에 실마릴까지 달라고 요구하였지만 기만적인 멜코르는 그의 맹세를 어겼고, 웅골리안트는 그를 붙잡아 거미줄로 결박하였다. 멜코르의 고통스러워하는 절규의 메아리는 전 지역에 울려퍼졌고, 이로써 그 지역은 람모스, 혹은 거대한 메아리라 명명되었다.
멜코르는 예전 부하 발로그들의 도움으로 웅골리안트에게서 벗어날 수 있었는데, 그들은 우툼노의 폐허 깊은 곳에 숨어 있다가 출동한 것이었다. 멜코르는 앙그반드의 두 번째 요새 북부에 그의 제국을 재건하였다. 그는, 이제 두 나무의 순수한 빛이 유일하게 남아있는 세 개의 실마릴을 비록 그것이 손을 까맣게 태워 버렸음에도 강철왕관에 박아 넣었다.
페아노르는 부친의 죽음과 실마릴을 도둑맞은 것에 대해 분노하였다. 추방령을 어기고 티리온으로 간 그는 '모르고스'라 이름한 멜코르, 그리고 아버지와 실마릴을 지키는 데 실패한 발라들 모두를 비난하였다. 페아노르는 놀도르 요정들에게 모르고스를 응징하는 탐색과 가운데땅에서의 새 삶을 위해 발리노르를 떠나야 한다고 선동하였다. 그와 그의 일곱 아들은 누구든 실마릴을 그들에게서 취하려 한다면 증오로서 끝까지 뒤쫓을 것이라 맹세하였고, 이것은 악명높은 '페아노르의 맹세'로 알려져 있다.

### 놀도르의 반역과 도리아스에 대한 공격
페아노르의 선동에 고무받은 대부분의 놀도르 요정들은 티리온을 떠나 알쿠알론데로 갔고, 그곳의 텔레리 요정들에게 자신들과 뜻을 같이 하자고, 그게 아니라면 최소한 그들이 대해(大海)를 건너갈 배라도 빌려달라고 설득하였다. 텔레리가 거절하자 페아노르는 백조 모양의 배들을 무력으로 빼앗으라 명령하였고, 이로써 악명높은 동족살상이 벌어져 많은 텔레리 요정들이 학살당하였다. 얼마 지나지 않아 엘다마르의 북쪽 경계에서 놀도르 요정들은 만도스와 마주쳤고, 만도스는 페아노르를 따라 나서는 모든 놀도르 요정들에게 저주를 내렸다.
이 시점에서 줄곧 아만을 떠나는 것을 내키지 않아했던 피나르핀이 그를 따르는 소수의 무리와 함께 발리노르로 발길을 돌렸다. 많은 배들이 사라져 버렸고, 모든 놀도르 요정이 가운데땅으로 건너갈 수 없었기 때문에 페아노르와 아들들은 그들만 백조모양의 배를 잡아 탔고, 핑골핀 무리들(갈라드리엘을 포함)을 버려두었는데, 이들은 어쩔 수 없이 헬카락세의 살을에는 얼음을 건너야 했다.
한편, 모르고스는 가운데땅에서 싱골과 멜리안이 다스리는 도리아스 왕국을 점령하고자 했다. 처음 다섯번에 걸친 전투에서 멜코르는 오르크 두 부대를 보내었고, 싱골과 마이아 여왕은 도리아스 주변에 마법의 경계를 세웠는데, 이를 "멜리안의 장막"이라 하였다. 반면, 해안가에 살던 요정들은 어쩔 수 없이 그들의 요새화 된 항구 도시로 후퇴해야 했다. 우연히 페아노르의 무리가 충돌이 한창 때에 가운데땅에 도착하였고, 놀도르와 신다르의 연합병력이 두 번째 전투인 다고르누인길리아스("별빛 아래 전투")에서 오르크 군대를 완전히 물리쳤다. 하지만 분노에 차 있던 페아노르는 후퇴하는 오르크들을 뒤쫓았고, 발로그들의 매복공격을 받아 살해당하였다.

### 태양과 달, 긴 평화와 인간의 출현
슬픔에 가득 찬 발라들은 두 나무를 되살릴 수 없었지만, 나무가 남긴 마지막 은빛 나뭇잎과 금빛 열매를 가지고 달과 태양을 만들 수 있었다. 이 새로운 빛들은 가운데땅을 비추었고, 새로운 동식물의 생장을 촉진시켰으며, 일시동안 모르고스의 계획에 차질을 가져다 주었다. 해와 달을 공격할 수 없었고, 부하들에게로 권능이 분산되어 약해진 모르고스는 그의 요새를 구름과 그림자 안으로 들어가게 했다. 이 시대에 일루바타르의 어린 자손들인 인간이 가운데땅 동부에서 눈을 떴고, 일부는 서쪽으로 이주하기 시작했다.
놀도르 요정들은 벨레리안드 북부와 중심부에 왕국과 공국들을 세웠고, 페아노르와 핑골핀 그리고 피나르핀의 자손들이 통치하였다. 그들은 많은 요새들을 만들었는데, 나로그 강 위에 위치한 깊은 동굴의 도시인 나르고스론드는 핀로드가, 한번 들어가면 나갈 수 없는 숨은 도시 곤돌린은 투르곤이 통치하였다. 벨레리안드에 원래 살던 신다르 요정들은 놀도르 왕국으로 많이 흡수되었다. 다른 신다르 요정들은 신다르 나라에 있었는데, 도리아스의 싱골 왕국, 조선공 키르단이 다스리는 해안도시 팔라스, 비밀의 초록 요정들이 사는 옷시리안드 등이다.
놀도르와 신다르 요정의 관계는 우호적이었지만 이후 망가진다. 놀도르 요정들은 싱골 왕에게 자신들이 저지른 동족살해와 그들 위에 내려진 저주에 대해 오랫동안 숨겨왔는데, 마침내 그러한 사실을 앙그로드를 통해 알게 되고 만다. 그 결과 피나르핀 가문의 자손들만 제외하고는 모든 놀도르 요정들은 도리아스에 들어가지 못하게 되었고, 놀도르 언어는 싱골 왕국에서 더 이상 구사되지 못했다.
놀도르와 신다르 사이에 추가적인 불화가 투르곤의 여동생 아레델의 행동으로 촉발되었다. 곤돌린에 오랫동안 갇혀 지내는 것에 답답함을 느낀 아레델은 오랜 친구였던 페아노르의 아들들을 만나러 동쪽으로 말을 타고 가는데, 싱골 왕의 명령으로 인해 도리아스를 지나갈 수가 없었다. 하는 수 없이 난 둥고르세브(모르고스가 탈출한 후 웅골리안트가 간 장소) 지역을 지나야 했던 아레델은 그녀를 호위하는 자들과 분리되어 길을 잃고 만다. 그녀를 발견한 것은 어둠의 요정 에올이었는데, 싱골 왕의 친족으로, 난 엘모스의 어두운 숲에 혼자 사는 요정이었다. 그는 아레델을 아내로 맞았고, 마이글린이라는 아들을 낳았다. 에올은 종종 청색산맥의 난쟁이들과 거래하러 동쪽으로 여행하곤 했는데, 그는 난쟁이들로부터 금속에 관한 위대한 기술을 습득했고, 그것을 아들에게 전수해 주었다. 에올은 아레델과 마이글린이 숲을 벗어나지 못하게 했지만, 아레델은 아들과 함께 곤돌린으로 돌아가길 결심했고, 에올이 출타한 사이에 탈출하게 된다.
에올은 그들을 쫓아 곤돌린까지 갔고, 거기서 체포되어 곤돌린 왕 앞에 끌려갔다. 에올은 마이글린에게 자신과 함께 돌아가거나 저주를 선택하라고 하였지만 마이글린은 잠잠히 있었다. 투르곤은 에올에게 곤돌린에 남거나 죽음을 선택하라 명하였다. 다음날, 에올이 다시 투르곤 앞에 섰을 때 마이글린을 독이 묻은 창으로 죽이려 하였지만 아레델이 그들 사이에 끼어들었다. 창은 아레델의 어깨에 박혔고, 그날 밤 그녀는 숨을 거두었다. 그에 대한 징벌로 투르곤은 에올을 성벽에서 던지게 하였다. 
마이글린은 곤돌린에 남아 강한 용사가 되었고, 투르곤의 조언자로서 그와 가까워졌다. 하지만 마이글린은 사촌인 이드릴 켈레브린달에 대한 금지된 사랑의 감정을 가졌고, 마침내 이것은 곤돌린에 대한 배신으로 나타나게 된다.
50년이 지나 모르고스는 놀도르 요정들이 전투 준비가 돼 있지 않다고 믿었고, 다시 한 번 북부에서부터 공격을 감행했다. 핑골핀과 마이드로스는 모르고스를 맞이할 준비가 돼 있었고, 그들은 세 번째 전투인 다고르 아글라레브(영광의 전투)에서 모르고스의 병력을 물리쳤으며, 오르크들을 쫓아 앙그반드 문 앞까지 가서 그들을 전멸시켰다. 핑골핀과 마이드로스는 앙그반드를 포위하였고, 이 상태가 400년간 지속되었다.
다고르 아글라레브 이후 거의 100년이 지났을 때 모르고스의 병력은 북서부에서부터 히슬룸을 몰래 공격하려 했지만 핑곤이 끼어들어 패퇴시켰다. 그로부터 200여 년이 더 흐르자 모르고스는 최초의 우룰루키인 글라우룽을 내 보냈다. 아직 절반 밖에 성숙하지 않았고, 완전 무장도 하지 않았던 터라 글라우룽은 핑곤의 궁수들을 당해낼 수 없었으며, 마침내 앙그반드로 되돌아갔다. 글라우룽의 첫번째 패배 이후의 기간을 긴 평화라 부르며, 약 200여년 간 지속되었다.
놀도르 요정들이 벨레리안드에 도착한 지 거의 300년이 흐른 후에 인간들이 청색산맥을 넘어 왔다. 그들은 옷시리안드에 처음으로 모습을 드러내었는데, 그곳에 있던 펠라군드는 인간과 처음으로 친교를 맺은 최초의 요정이 되었다. 100여년 이상 더 흐르자 많은 수의 인간들이 놀도르 요정들과 연합하여 모르고스에 대항해 싸웠으며, 놀도르 왕국 곳곳에 거주하게 되었다.

### 돌발 화염의 전투
하지만 모르고스는 앙그반드의 포위를 그저 힘을 기르는 기회로 삼을 뿐이었고, 1시대 455년이 되자 그는 전쟁의 판도를 새롭게 바꾸어 놓았다. 네 번째 전투인 다고르 브라골라크(돌발화염의 전투)는 완전한 힘을 갖춘 용 글라우룽의 재출현으로 유명해졌다. 모르고스의 군대는 포위망을 뚫고 나와 많은 놀도르 요정들을 학살하였으며, 글라우룽은 아르드갈렌과 도르소니온을 초토화했다.
이 일로 화가 난 핑골핀은 겁없이 앙그반드의 정문으로 혼자 걸어 들어갔고, 모르고스와 결투를 신청했으며 사악한 발라는 비겁하게 숨지 않고 그와 대면하였다. 뒤이어 벌어진 싸움에서 핑골핀은 모르고스에게 일곱 번의 상처를 입혔으나 결국 핑골핀은 모르고스의 망치 그론드가 만들어 놓은 큰 구덩이에 걸려 넘어졌다. 모르고스는 땅에 쓰러져 있는 핑골핀을 그의 거대한 방패로 세 번 공격했고, 그를 발로 눌러버렸다. 하지만 핑골핀은 죽어가면서 마지막 힘을 다해 모르고스의 발을 베어버렸고 불구로 만들었다.
모르고스는 핑골핀의 시신을 부쉈고 남은 부분을 늑대들에게 던지려 한 찰나, 그 광경을 지켜보고 있던 큰 독수리 왕 소론도르가 시신을 구하러 내려왔다. 그 큰 독수리는 모르고스의 얼굴에 발톱으로 상처를 냈고, 핑골핀의 시체를 낚아 채서 매장을 위해 곤돌린으로 가져왔다. 그 후 모르고스에게 난 일곱 개의 상처는 치유되지 않았고, 왼발은 절게 되었으며, 얼굴에 난 소론도르의 발톱 자국은 영구적인 흉터로 남았다.
60년이 지나 마이드로스는 북부의 놀도르와 인간 동맹군을 이끌고 모르고스를 물리치려는 마지막 필사적 시도를 하게 된다. 이 절정의 전투는 니르나이스 아르노이디아드(한 없는 눈물의 전투)라 부르며, 놀도르 군을 이끌고 앙그반드로 가서 문을 부수고 들어갔지만 결과적으로는 인간과 요정들의 수를 넘어서는 막대한 병력에 압도되고 만다. 무시무시한 용 글라우룽이 이끄는 모르고스의 병력들은 놀도르 군대를 박살냈고, 많은 요정 군주들이 살해당하거나 사로잡혔고, 모르고스는 북부 전체의 주인이 되었다. 그 후에 모르고스는 남아있는 요정 왕국들을 한번에 하나씩 파괴시킬 준비를 하였다.

### 베렌과 루시엔
퀜타 실마릴리온의 후반부는 개별 인물들에 대한 이야기와 요정,인간 사이의 관계에 대한 두 이야기를 담고 있다. 
베렌과 루시엔의 비극적이지만 영웅적인 이야기는 인간 베렌과 요정 루시엔(싱골과 멜리안의 딸로 요정처녀들 중 가장 아름다운 존재)의 사랑을 담고 있다. 유한한 생명의 인간을 싫어했고, 둘 사이의 결혼을 막으려 했던 싱골은 베렌에게 결혼을 승낙받으려면 모르고스의 왕관에서 실마릴 하나를 떼 와야 할 것이라고 말했다. 따라서 베렌을 이 위험한 임무에 보냄으로써 싱골은 스스로를 만도스의 저주로 속박하는 격이 되었고, 그의 멸망을 자초하게 되었다.
변장을 하고 상고로드림의 산으로 간 베렌과 루시엔은 앙그반드로 잠입하였고, 모르고스의 권좌 바로 앞까지 가게 되었다. 거기서 루시엔은 변장이 벗겨져 모습이 드러났지만 그녀의 아름다움과 매력적인 모습은 사악한 군주를 이기고 그에게 마법을 씌워 깊은 잠에 빠뜨렸다. 베렌은 모르고스의 강철왕관에서 실마릴 하나를 떼어냈지만 그가 두 번째 실마릴을 떼어 내려하자 칼이 부러졌고, 부러진 칼이 날아가 모르고스의 얼굴을 때리고 말았다. 그러자 모르고스가 몸을 뒤척이기 시작했다.
베렌과 루시엔이 도망갈 때 모르고스와 그 부하들이 다시 깨어났고 그들 앞을 앙그반드의 문을 지키는 거대한 늑대 카르카로스가 가로막고 있었다. 베렌은 그 흉악한 생물을 실마릴의 힘으로 쫓아내려 했지만 카르카로스는 베렌의 손을 덥썩 물었고 그 신성한 보석까지 삼켜 버렸다. 실마릴이 주는 고통에 미쳐 날뛰기 시작한 카르카로스는 도리아스로 돌진하였고, 결국 막강한 요정의 개 후안에게 목숨을 빼앗겼다. 이 마지막 싸움에서 베렌은 카르카로스에게 치명상을 입었다. 베렌을 잃은 슬픔에 루시엔은 혼이 떠나 죽은자들의 집으로 떠나갔고, 거기서 그녀는 만도스에게 간청하여 베렌을 풀어달라고 하였다. 베렌과 루시엔은 가운데땅으로 살아 돌아왔지만, 루시엔은 그녀가 죽으면 베렌과 함께 세상을 떠날 수 있도록 유한한 생명의 여성이 되어 있었다. 아르다가 건재하는 한 영혼이 아르다에 매여 있으므로 싱골과 멜리안은 그들의 딸을 잃은 상실감에 고통스러워 했다.

### 투린 투람바르
퀜타 실마릴리온은 투린 투람바르에 대한 이야기도 담고 있다. 투린의 부친 후린은 한없는 눈물의 전투의 끝자락에 포로로 잡혔고, 그의 완고함으로 인해 모르고스는 후린의 가족에게 저주를 내렸다. 투린은 위대한 영웅이 되었지만, 그의 뜨거운 성정과 불운의 끈(모르고스의 악의)으로 인하여 그의 손으로 하는 것은 무엇이든 잘못되어 갔고, 죽음과 슬픔이 그 주변에 유령처럼 맴돌았다. 설상가상으로 투린과 그 여동생 니에노르는 나르고스론드를 멸망시키고 거기에 거처를 정한 용 글라우룽의 마법에 걸렸고, 그로써 둘은 사랑에 빠져 한동안 부부로 살게 된다. 결국 투린은 글라우룽을 죽이지만 그와 함께 그에게 내려진 주술도 함께 사라진다. 그들이 저지른 일을 깨달은 투린과 니에노르는 자살로 생을 마감한다.

### 곤돌린
무너질 최후의 요정 왕국은 숨은 도시 곤돌린이었다. 유한한 생명의 인간인 투오르는 울모의 사신이 되어 곤돌린으로 보내졌고, 투르곤 왕에게 도시의 임박한 멸망을 경고하였다. 곤돌린에 머무르면서 투오르는 투르곤의 딸 이드릴과 결혼하였고, 에아렌딜이라는 아들을 얻었다. 곤돌린은 마이글린의 배신으로 인해 파괴되었다. 투오르와 이드릴, 에아렌딜은 남은 자들과 함께 곤돌린을 탈출하였다.
에아렌딜이 장성하자 그는 엘윙과 결혼하였는데, 그녀는 베렌과 루시엔의 손녀이고 그들이 모르고스의 왕관에서 빼내 온 실마릴을 보관 중인 인물이었다. 실마릴의 힘을 빌어 에아렌딜과 엘윙은 발리노르로 가서 발라들에게 놀도르에 대한 용서를 구하였고 곤경에 처한 요정과 인간들을 도와달라고 간청하였다. 발라들은 그들의 요청을 받아들였고, 에아렌딜에게 실마릴과 함께 세상 끝날까지 하늘을 항해하도록 하였다.

### 모르고스와 발라들의 군대 사이의 전투
에온웨가 이끄는 발라들의 군대는 마침내 앙그반드에 있는 모르고스에 대한 공격을 감행하였다. 이 전투는 대전투(분노의 전쟁)라고 부르는데, 여기서 모르고스가 완전히 패배하고 그의 군대가 전멸하였다. 남은 소수의 오르크들만이 지구 여기 저기에 흩어졌을 뿐이다. 하지만 그 대가로 벨레리안드는 거대한 파도 아래 잠겨 버렸고, 대부분의 영토는 사라지고 말았다. 
모르고스는 체포되었고 남아있는 두 개의 실마릴은 회수되었다. 페아노르의 남은 두 아들들인 마이드로스와 마글로르는 에온웨에게서 실마릴을 훔쳐 냈지만, 실마릴은 그들의 손길을 견디지 못했고, 그들에게 타는 고통을 안겨주었다. 마이드로스는 실마릴과 함께 땅의 갈라진 틈으로 뛰어 들어가 생을 마감하였고, 마글로르는 실마릴을 바다로 던져 버렸다.
발라들은 놀도르들이 저지른 반역에 대해 그들을 용서하였고, 텔레리는 동족살해에 대한 용서를 베풀었다. 많은 수의 놀도르, 신다르 요정들은 가운데땅을 떠나 서녘의 발리노르에서 살았다. 또한 많은 요정들은 여전히 가운데땅에 남아 있었다. 모르고스는 세상 밖으로 던져졌으며, 밤의 벽 너머에 있는 공허 속에 갇히게 되었다. 실마릴은 "세상이 파괴되고 다시 만들어질 때까지" 되찾을 수 없었지만, 각각은 대지와 물, 대기 중에 자리잡게 되었다.